# Asasinatele din 29/30 noiembrie 1938

Asasinatele din 29/30 noiembrie 1938 s-au petrecut în noaptea spre dimineața zilei de 30 noiembrie 1938, în pădurea Tâncăbești (km 30 între Ploiești și București). Au fost asasinate 14 persoane, membri marcanți ai Mișcării Legionare, respectiv, Corneliu Zelea Codreanu, liderul absolut al organizației, Nicadorii (3 asasini ai prim-ministrului Ion Gheorghe Duca) și Decemvirii (10 asasini ai lui Mihai Stelescu).

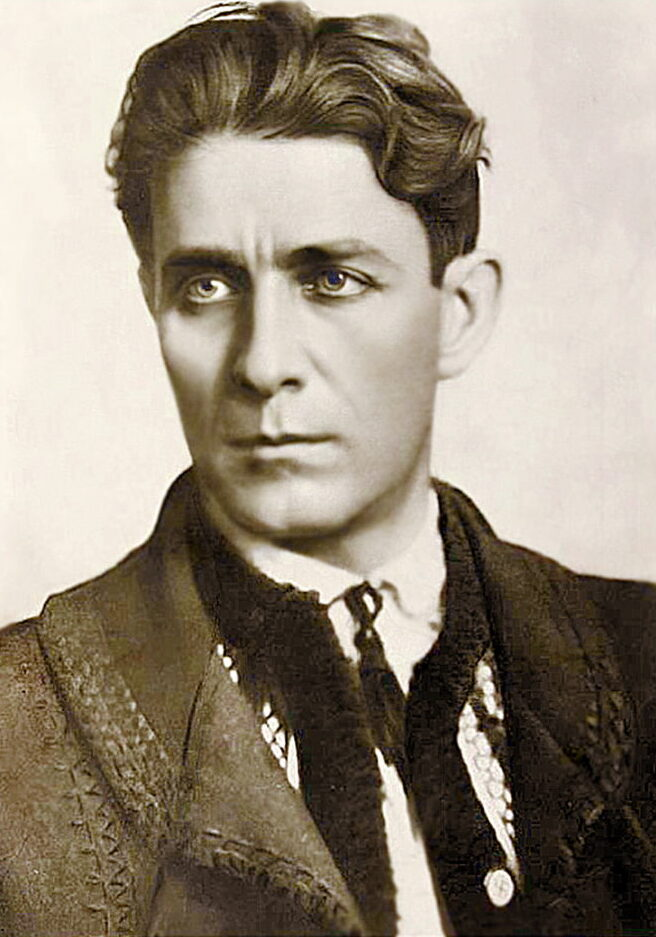
Corneliu Zelea Codreanu, principala "țintă" a asasinatului din noaptea de 29/30 septembrie 1938

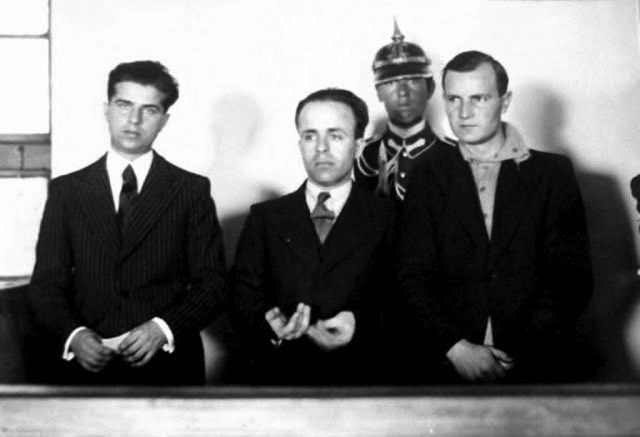
Nicadorii. De la stânga la dreapta: Nicolae Constantinescu, Ion Caranica și Doru Belimace

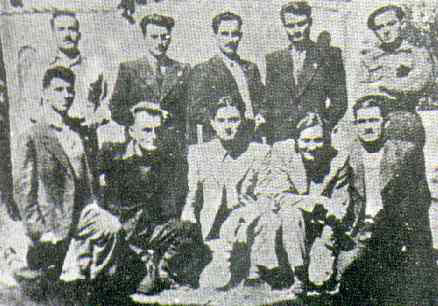
Decemvirii. De la stânga la dreapta: Ion Caratănase, Iosif Bozântan, Ștefan Curcă, Ion Pele, Ion Gr. State, Ion Atanasiu, Bogdan Gavrilă, Radu Vlad, Ștefan Georgescu și Ion Trandafir

## Contextul politic

### Intern
Rezultatele alegerilor generale din 20 decembrie 1937, publicate în Monitorul Oficial din 30 decembrie 1937, aveau să fie o surpriză pentru clasa politică și opinia publică românească. Pentru prima dată în istoria constituțională a României, partidul care a organizat alegerile, Partidul Național Liberal, nu le-a câștigat. Totodată, cu 15,58% (66 de mandate), Mișcarea Legionară se afla la apogeul ei politic, și se pregătea pentru noi alegeri, în urma cărora spera să ajungă la guvernare. În aceste condiții, regele Carol al II-lea putea justifica instituirea unui regim dictatorial, conform noii tendințe a electoratului.
La 10 februarie 1938, principalii conducători de partide, cu excepția lui Corneliu Zelea Codreanu, liderul Mișcării Legionare, au fost convocați la palatul regal, regele anunțând că “preia” responsabilitatea politică a țării. La 14 februarie, este emis un “decret-lege” prin care orice fel de activitate politică devenea ilegală. La 24 februarie 1938 a fost organizat un plebiscit cu privire la noua Constituție, la care votul a fost obligatoriu, fiind exprimat oral. Prin acest ultim act, s-a consfințit practic “lovitura de stat” regală. 
După suspendarea Constituției, au fost luate măsuri drastice de menținere a ordinii, prin introducerea stării de asediu, a cenzurii, și prin înlocuirea prefecților cu ofițeri activi. În acest mod, orice urmă de opoziție putea fi imediat neutralizată. În aceste condiții, au început persecuții contra membrilor Mișcării Legionare, reali sau bănuiți, ceea ce a declanșat un fenomen de simpatie în toată țara. Prin Ordinul nr.746 din 6 martie 1938, ministrul de interne, Armand Călinescu, a dat dispoziție prefecților de poliție și pichetelor de jandarmi să-i urmărească pe legionari, și în cazul în care nu respectă noua legislație, să-i aresteze. Din exces de zel, autoritățile s-au dedat la provocări, distribuind circulare false, tipărite chiar de ministerul de interne, atribuite liderilor Mișcării Legionare, concomitent cu atacurile din presă, cel mai agresiv ziar la adresa Căpitanului fiind “Neamul Românesc”, editat de Nicolae Iorga. Presiunea asupra legionarilor s-a intensificat și mai mult prin publicarea Jurnalului Consiliului de Miniștri nr. 46.645 din 24 mai 1938, prin care se reintroducea pedeapsa cu moartea.
Cu toate că în mod normal articolele contra Căpitanului din “Neamul Românesc”, nu ar fi trebuit să treacă de cenzură, având conținut politic, Nicolae Iorga a avut concursul autorităților, acestea fiind publicate, în speranța unei reacții a lui Codreanu la aceste provocări. Acesta nu a ținut seama de noile condiții politice și, printr-o circulară din 26 martie 1938, l-a acuzat pe Iorga, care fusese numit Consilier Regal, că este “incorect” și “necinstit sufletește”. Scrisoarea de reproș adresată lui Iorga era privată, și se adresa ziaristului și nu demnitarului. Cu toate acestea, Nicolae Iorga a depus plângere contra lui Codreanu, sfătuit de Armand Călinescu, care dorea un pretext ca să-l aresteze pe Căpitan. În realitate, Consiliul de Coroană avea să se constituie 4 zile mai târziu, prin decret regal, iar Nicolae Iorga avea să fie numit consilier abia atunci, dar acest fapt nu era un amănunt de care să se împiedice Armand Călinescu sau Nicolae Iorga. În baza acestei reclamații, Tribunalul Militar al Corpului II Armată, în 29 martie 1938, a emis un ordin de urmărire pe numele lui Corneliu Zelea Codreanu, întemeiat pe acuzația de “ultraj în baza unei scrisori de amenințare trimisă printr-un curier”. În noaptea de 16 spre 17 aprilie, Corneliu Codreanu, alături de alți 44 de lideri legionari, au fost ridicați de autorități fără nici o înștiințare prealabilă, așa cum prevedea legea. Autoritățile au studiat atent momentul acțiunii, deoarece doreau să “captureze” cât mai multe dintre căpeteniile legionare. S-a hotărât ca operațiunea să aibă loc în seara de 16 spre 17 aprilie 1938, înainte de duminica Floriilor, astfel încât majoritatea să fie împreună cu familia, acasă.
Procesul s-a judecat în 19 aprilie, Corneliu Zelea Codreanu fiind lipsit de multe din drepturile constituționale. De altfel, a acuzat tribunalul că îl judecă “în stil bolșevic”. În ciuda argumentelor apărării, în dispreț total față de lege, tribunalul l-a condamnat pe Corneliu Zelea Codreanu la 6 luni de închisoare. La câteva ore după anunțarea sentinței, Consiliul de Miniștri, condus de facto de către Armand Călinescu, a decis să-i deschidă un nou proces, sub acuzația generică de “atentat contra siguranței publice”, urmând ca “dovezile” să fie “fabricate” ulterior. Armand Călinescu avea să noteze în jurnal la 30 mai 1938: "A trebuit să fac eu într-o noapte rechizitoriul". Decizia i-a fost adusă acuzatului la cunoștință abia în 8 iunie, scopul politic al procesului fiind acum evident, acuzația fiind de ”înaltă trădare”. Ordonanța definitivă de trimitere în judecată pentru ”înaltă trădare” a fost emisă în data de 16 mai 1938, având 7 capete de acuzare, din care instanța, la procesul derulat în perioada 23 – 27 mai, a reținut doar trei, respectiv : 1. trădare prin deținere și reproducere în public de acte interesând siguranța statului; 2. uneltire contra ordinii sociale: 3. răzvrătire. Avocații înscriși pentru apărarea acuzatului au fost arestați, fiind constrânși să renunțe. Materialul probatoriu a fost extrem de inconsistent, practic, documentele interesând Siguranța Națională pe care le-ar fi deținut Codreanu erau documente fără importanță, una din probele principale ale “trădării” fiind o telegramă de felicitare adresată lui Hitler în 13 martie 1938, cu ocazia Anschluss-ului.
Din multiplele pedepse primite, Tribunalul Militar a decis ca acuzatul să execute doar pedeapsa de 10 ani muncă silnică și șase ani de degradare civică, plus plata a 2000 de lei cheltuieli de judecată. Din momentul pronuțării sentinței, soarta lui Corneliu Zelea Codreanu va depinde de conjunctura internațională, și nu de decizia Tribunalului Militar.

### Internațional
Pe plan internațional, principalul fapt care îngrijora atât politicienii români, cât și pe cei din Anglia și Franța, era ascensiunea economică și militară a Germaniei. În 1938, după realizarea Anschluss-ului, devenise clar pentru întreaga Europă, că următorul obiectiv al lui Hitler era Cehoslovacia, țară central europeană, aliată cu Franța și cu U.R.S.S. Cehoslovacia dispunea pe atunci de 34 de divizii bine înarmate, tot atât cât aveau și germanii, aveau avantajul terenului și în plus, uzinele Skoda fabricau armament greu cu o calitate recunoscută. Toate acestea făceau să se întrevadă un conflict de durată între germani și cehi. În cazul unui conflict militar, România nu putea rămâne neafectată, dat fiindcă, în calitate de semnatar al Micii Înțelegeri, al cărei artizan fusese Nicolae Titulescu, trebuia să permită trecerea trupelor sovietice pe teritoriul propriu, pentru a veni în ajutorul cehilor.
În lunile următoare, evenimentele internaționale s-au precipitat, presiunea asupra lui Carol al II-lea crescând. În septembrie a avut loc conferința de la München, urmată de ocuparea pașnică de către trupele germane a regiunii sudete. Efectul acestor evenimente asupra Bucureștiului a fost considerabil. Dacă marile puteri, Franța și Anglia nu mișcaseră un deget în apărarea Cehoslovaciei, care dispunea de puternice linii de apărare și de o armată puternică și bine echipată, cu atât mai mult nu aveau să miște un deget, în cazul în care Ungaria, sprijinită de Germania, va avea revendicări teritoriale sau economice. În aceste condiții, Carol al II-lea a decis efectuarea unui turneu la Paris și la Londra, unde a fost întâmpinat cu răceală, dat fiindcă ambele țări se pregăteau de război, având propriile probleme interne, în consecință, Carol al II-lea a fost sfătuit să se înțeleagă cu Hitler. 
Întrevederea cu Adolf Hitler a avut loc la Obersalzberg, în data de 24 noiembrie 1938. Cancelarul Germaniei i-a comunicat monarhului că după Anschluss și rezolvarea problemei germanilor din regiunea sudetă, interesele Germaniei în Europa de sud-est sunt exclusiv economice. Documentele legate de convorbirea cu Hitler nu relevă că s-ar fi abordat vreo problemă legată de politica internă a României, și nicidecum vreo chestiune legată de Mișcarea Legionară.

## Asasinatul
Nici ancheta din 1940, nici cercetările ulterioare nu au reușit să stabilească momentul cert în care a apărut ideea suprimării Căpitanului. Cert este că încercări mai fuseseră făcute. Cea mai cunoscută tentativă de asasinat asupra lui Corneliu Zelea Codreanu, a aparținut dizidentului legionar Mihai Stelescu, asasinat ulterior de foștii săi colegi de cuib, numiți Decemviri.
Altă tentativă de asasinat asupra Căpitanului, tot la sugestia "Palatului" va fi cea în care a fost implicat Prefectul de Neamț, V.Emilian, abilitat de către Ministrul de Justiție, Istrate Micescu, cât și de către Armand Călinescu, Ministrul de Interne. Tentativa este confirmată chiar de Codreanu, printr-o circulară emisă la începutul lunii februarie 1938, după ce acesta fusese prevenit de către generalul Sichitiu.
Prima consemnare cunoscută privind un proiect oficial de asasinare a Căpitanului se regăsește în notele din jurnalul lui Armand Călinescu, cu privire la un plan aparținând gen. Gabriel Marinescu (zis Gavrilă), notă datând din 1 martie 1937. Din notă rezultă că motivația celor doi era de a fi numiți în guvern, în schimbul "suprimării  lui Codreanu", plus încă "vreo 30 de gardiști principali".

### Lista victimelor
- Corneliu Zelea Codreanu, avocat, 39 de ani, Căpitanul Mișcării Legionare

Nicadorii
- Nicolae Constantinescu, economist, Comandant al Bunei-Vestiri (din 1936)
- Ion (Iancu) Caranica, student, Comandant al Bunei-Vestiri (din 1936)
- Doru Belimace, student,  Comandant al Bunei-Vestiri (din 1936)

Decemvirii
- Ion Caratănase
- Iosif Bozântan
- Ștefan Curcă
- Ioan Pele
- Ioan Gh. State
- Ioan Atanasiu
- Gavrilă Bogdan
- Radu Vlad
- Ștefan Georgescu
- Ioan Trandafir

### Statutul juridic al celor 14 victime
În momentul comiterii asasinatului, toate cele 14 victime se găseau în custodia autorităților statului, fiind condamnate definitiv în urma unor procese, respectiv : Corneliu Zelea Codreanu, condamnat la 10 ani de muncă silnică și 6 ani de degradare civică, Nicadorii și opt dintre Decemviri, condamnați la muncă silnică pe viață, doi dintre Decemviri, Ioan Trandafir și Ștefan Georgescu, condamnați la câte 10 ani de muncă silnică, autoritățile fiind responsabile pentru integritatea lor corporală. În consecință, asasinarea celor 14, se încadrează din punct de vedere juridic în categoria crimă politică cu premeditare, cu circumstanțe agravante prin funcțiile oficiale ale atentatorilor. La care se adugă și profanarea de cadavre. Așa a încadrat asasinatul Comisia specială de anchetă criminală înființată prin Decretul-lege nr. 3321 bis din 23 septembrie 1940, completat prin Decretul 3321 bis din 3 octombrie 1940, dispunând și arestarea complicilor la asasinat.
Prin modul în care a fost plănuit și executat de către autoritățile statului, în speță, tocmai de persoanele puse să apere legea, acest asasinat se încadrează la categoria "terorism de stat".

### Pregătirea asasinatului
Odată ce Căpitanul a fost condamnat, Armand Călinescu, împreună cu prefectul Poliției Capitalei, Gen. Gabriel Marinescu (zis Gavrilă), au trecut la etapa următoare, asasinarea Căpitanului. O notă din jurnalul său, din data de 1 martie 1937, dezvăluie intențiile acestuia, cu aproape un an înainte de a fi numit de rege  Ministru de Interne:
„ Lungă întrevedere cu Gavrilă Marinescu la mine acasă. Tătărescu a avut intentia numirii lui în guvern. Nu a acceptat decât după ce Rex l-a convins și el. Gavrilă îi făcuse un raport de vineri. Când s-a întors Rex în Bucuresti, duminică, l-a chemat de dimineață și i-a spus că s-a convins de primejdia Gărzii de Fier și de necesitatea represiunii. Gavrilă i-a spus lui Tătărescu că primește numai cu condiția de a-i aproba planul de lucru. El nu merge la parlament, nu merge nici la consilii, decât pentru a i se da aprobarea. Apoi să fie lăsat să lucreze liber. S-a primit propunerea. Are de gând să suprime pe Codreanu și vreo 30 gardiști principali. Și-a format echipe de 200 pușcăriași, cu care va da lovitura într-o noapte. E convins că dacă nu-i suprimă el pe ei, vor cădea el, și Rex apoi, victime. ”
O altă însemnare din jurnalul premierului Armand Călinescu din anul 1938 ne arată adevăratele intenții ale lui Carol al II-lea: 
„ 13 noiembrie. Convorbire cu Urdăreanu. Codreanu și Maniu. Eu nu la Maniu.”
Este posibil ca regele să fi avut în vedere și alți fruntași țărăniști, precum profesorii Forțu și Gerota. Armand Călinescu era și el țărănist, "calul troian" al regelui infiltrat în PNȚ. Activitățile conspirativ-criminale ale lui Armand Călinescu, ministru de interne și Gavrilă Marinescu, prefect al poliției, adică tocmai cei puși să asigure respectarea legii, se înscriu clar în categoria "terorism de stat", cu circumstanțe agravante prin natura funcțiilor lor publice, acordând legionarilor dreptul la auto-apărare prin orice mijloace.  Planul a fost pus în aplicare, astfel că în noaptea de 29/30 noiembrie 1938, Codreanu, împreună cu Nicadorii și Decemvirii au fost strangulați de jandarmi lângă Tâncăbești, în timp ce erau transferați de la închisoare din Râmnicu Sărat la închisoarea Jilava. Cadavrele au fost împușcate în spate, arse cu acid, după care au fost aruncate într-o groapă comună lângă Jilava, peste care s-a turnat o placă de beton.

### Desfășurarea asasinatului
Plutonierul de jandarmi, Constantin Sârbu, cel care l-a strangulat pe Corneliu Zelea Codreanu, în fața Comisiei speciale de anchetă criminală, înființate prin Decretul-lege nr. 3321 bis din 23 septembrie 1940, completat prin Decretul 3321 bis din 3 octombrie 1940, având drept misiune "instruirea principalilor vinovați de prigoana contra legionarilor", a furnizat o descriere amănunțită a asasinatului:
„…în zorii zilei (n.n. 29/30 Nov. 1938) am pornit spre Râmnicul Sărat. Ajunși la închisoare, am fost băgați toți jandarmii într-o celulă, unde maiorii Dinulescu și Macoveanu ne-au dat instrucții asupra modului cum avem să executăm pe legionari. Punând în genunchi pe șoferul mașinii, i-a aruncat un ștreang după gât pe la spate, arătând cât de ușor se poate executa astfel. Totul a fost gata în câteva minute. Jandarmii au ieșit apoi unul câte unul afară, în curtea închisorii și fiecăruia i s-a dat în seamă un legionar. Mie mi-a dat unul mai voinic, mai înalt. Am aflat mai târziu că acesta era Căpitanul, Corneliu Codreanu. I-am dus apoi în mașini. Aici, legionarul era legat cu mâinile de bancă la spate, iar picioarele pe partea de jos a băncii din față, în așa fel ca să nu se poată mișca nici într-o parte, nici în alta. Așa au fost legați 10 legionari într-o mașină și 4 în alta. Eu am fost în prima mașină, în cea cu 10 legionari, în spatele Căpitanului și fiecare jandarm era așezat în spatele legionarului ce-i fusese încredințat. În mâini aveam ștreangurile. Am pornit. În mașina mea mai era maiorul Dinulescu, iar în cealaltă maiorul Macoveanu. Era o tăcere de mormânt căci n-aveam voie să vorbim între noi și nici legionarii între ei. Ajunși în dreptul pădurii Tâncăbești, maiorul Dinulescu, care stabilise cu noi, printr-un cod de semnale, momentul execuției, a aprins la un moment dat lanterna, stingând-o și aprinzând-o de trei ori. Era momentul execuției, dar nu știu de ce nu am executat nici unul. Atunci maiorul Dinulescu a oprit mașina, s-a dat jos și s-a dus la mașina din spate. Aici, maiorul Macoveanu fusese mai autoritar. Legionarii erau executați. Căpitanul și-a întors puțin capul către mine și mi-a șoptit:
"Camarade, dă-mi voie să le vorbesc camarazilor mei!"
Dar în aceiași clipă, mai înainte ca el să fi terminat rugămintea, maiorul Dinulescu a pus piciorul pe scara mașinii și pășind înăuntru cu revolverul in mână a rostit printre dinți: “Executarea!” La aceasta, jandarmii au aruncat ștreangurile… A fost un muget și un horcăit, întrerupt din adâncul ființei lor, apoi o liniște de mormânt. Cu perdelele trase, mașinile și-au continuat drumul până la Jilava… Când am ajuns, erau orele 7 dimineața. Aici ne așteptau: colonelul Zeciu, Dan Pascu, comandantul închisorii, colonelul Gherovici, medicul legist Lt. Col. Ionescu și alții. Groapa era făcută. Trași din mașină, legionarii au fost așezați cu fața in jos și împușcați în spate, pentru a se simula astfel împușcarea pe la spate în timpul evadării de sub escortă. Apoi au fost aruncați în groapa comună… ”
Depoziția maiorului Iosif Dinulescu, cel ce comanda jandarmii din mașina în care se găsea Corneliu Zelea Codreanu, conturează precis responsabilitățile la nivel înalt pentru acest asasinat:
„ Într-o zi am fost chemat de către fostul Președinte de Consiliu, Călinescu. În cabinetul lui de lucru se găsea și generalul Bengliu, comandantul Jandarmeriei. Călinescu mi-a declarat atunci că, pentru motive politice, Codreanu și 13 adepți ai lui trebuiau să fie uciși; aceasta ar fi fost și dorința regelui. În ziua de 29 noiembrie 1938, la orele 10 seara, Codreanu și camarazii lui au fost scoși din închisoarea de la Râmnicu-Sărat, unde erau închiși, și au fost puși într-un camion. Legionarii au fost puși în așa fel ca să poată vedea numai înainte, fiind în același timp legați cu brațele la spate. Ei nu putea face nici cea mai mică mișcare; erau chiar constrânși să stea continuu cu capul în sus.
Înapoia fiecăruia din ei stătea câte un jandarm. Eu m-am așezat lângă șofer. Se călătorea pe șoseaua dintre Ploiești și București, când în zorii zilei de 30 noiembrie, după ce am dat semnalul fixat, cu lanterna, jandarmii au scos din buzunare o sfoară (frânghie), pe care au strâns-o în jurul gâtului legionarului ce stătea în fața fiecăruia dintre ei. În felul acesta, Codreanu și cei 13 camarazi ai lui au fost sugrumați, în timp ce mașina își continua drumul în plină viteză. Puțin timp după aceea, am ajuns la București, de unde ne-am îndreptat către fortul de la Jilava, în interiorul căruia era săpată, deja de trei zile, o groapă mare. După ce camionul a intrat în fort, asupra cadavrelor strangulaților s-a tras — în urma ordinului primit de la prim-procurorul militar, col. Zeciu — câte un foc de revolver sau de pușcă; apoi, un medic militar constată moartea tuturor legionarilor transportați de noi. Cadavrele au fost aruncate în groapă. Eu imediat am declarat celor 14 jandarmi că ceea ce făcuseră fusese dispus de către Curtea Marțială și că a fost o datorie patriotică importantă. Certificatele de moarte se confecționaseră la Jilava de către colonelul de la Curtea militară Zeciu, locotenent-colonel Dumitru și de primul comisar regal, colonel Pascu. S-a aruncat pământ în groapă; însă a doua zi cadavrele au fost dezgropate și purtate într-o altă groapă. Asupra lor s-au vărsat multe sticle de acid sulfuric; apoi au fost acoperite cu pământ, iar deasupra s-a turnat o placă grea de ciment. Jandarmii, deși involuntar, au trebuit să iscălească actele de deces, în care se spunea că cei 14 legionari au fost împușcați pentru că încercaseră să fugă de sub escortă. Fiecare jandarm a fost răsplătit cu 20 000 lei. Eu am primit 200 000 de lei.”
(Declarația maiorului Iosif Dinulescu la Comisia de anchetă instituită de Înalta Curte de Casație, București, noiembrie 1940)

### Comunicatul oficial
Asasinatul a fost confirmat oficial la Radio, la ora 13, în 30 noiembrie 1938, printr-un comunicat al Parchetului Militar:
„ În noaptea de 29–30 noiembrie a.c. s-a făcut un transfer de condamnați de la închisoarea R. Sărat la București–Jilava.
În dreptul pădurii ce corespunde km 30 de pe șoseaua Ploiești–București, pe la orele 5, automobilele au fost atacate cu împușcături de necunoscuți care au dispărut și în acel moment, transferații, profitând de faptul că transportul se făcea în automobile Brek tip jandarmi, deschise și pe timp de noapte și ceață densă, au sărit din mașini, îndreptându-se cu vădită intenție de a dispare în pădure.
Jandarmii, după somațiile legale, au făcut uz de armă.
Au fost împușcați:
Corneliu Zelea Codreanu, condamnat la zece ani muncă silnică și șase ani interdicție.
Constantinescu Nicolae, Caranica Ion, Belimace Doru, autorii asasinatului comis asupra lui I.Gh. Duca, condamnați la muncă silnică pe viață.
Caratănase Ion, Bozântan Iosif, Curcă Ștefan, Pele Ioan, State Gh. Ioan, Atanasiu Ioan, Bogdan Gavrilă, Vlad Radu, autorii asasinatului comis asupra lui Mihail Stelescu, condamnați la muncă silnică pe viață.
Georgescu Ștefan, Trandafir Ioan, condamnați la câte zece ani muncă zilnică, pentru asasinat asupra lui Stelescu.”

## Implicații imediate

### Pe plan intern
După comunicatul oficial al Parchetului Miltar din data de 30 noiembrie 1938, atmosfera printre legionari era extrem de incertă, multora nu le venea a crede că liderul suprem al mișcării fusese ucis. Circulau știri contradictorii, printre care și cea privind evadarea reușită a Căpitanului, pe care autoritățile doreau s-o ascundă. La această situație de incertitudine a contribuit și soția Căpitanului, Elena Codreanu, care s-a deplasat la Jilava pentru a cere informații autorităților, fiind informată că nu s-a adus nici un cadavru în noaptea precedentă.
Pentru autorități, suprimarea lui Corneliu Zelea Codreanu, împreună cu Nicadorii și Decemvirii, considerați simboluri ale sacrificiului de sine, intrați încă de atunci în mitologia legionară, a reprezentat "rezolvarea" unei probleme politice. O confirmă și depoziția maiorului Dinulescu din Jandarmerie, făcută în fața Comisiei speciale de anchetă criminală, în 1940. În urma asasinatului, atât în rândul legionarilor, cât și a celorlalți opozanți ai dictaturii regale s-a instalat teama de noi asasinate. În consecință, în cursul lunii decembrie 1938, s-a înregistrat un val de adeziuni la politica noului regim, cu deosebire în contextul înființării Frontului Renașterii Naționale.
Asasinarea lui Codreanu, ca și represiunea tot mai dură au operat o selecție la nivelul conducerii legionare, astfel că au ieșit la suprafață lideri dispuși să continue lupta cu orice risc. Liderii perioadei de după asasinarea Căpitanului, care au încercat să reorganizeze Mișcarea Legionară în noile condiții de ilegalitate, au fost Horia Sima, Alexandru Cantacuzino și Vasile Cristescu.

### Pe plan internațional
Cu toate că în timpul proceselor înscenate lui Corneliu Zelea Codreanu, din primăvara lui 1938, cât și după, deși guvernul german nu avusese nici o reacție oficială, propaganda germană a încurajat presa național-socialistă să atace în mod violent regimul de la București pentru modul în care fusese judecat și asasinat Căpitanul. Carol al II-lea a decis să "reziste", înapoind decorațiile primite de la Adolf Hitler, la fel procedând și căpeteniile naziste decorate de monarhul român. După semnarea acordului comercial româno-german, atacurile reciproce s-au domolit.
Franța a salutat asasinarea liderului legionar, dat fiindcă vedea în legionari o coloană a V-a nazistă în România, chestiune dezmințită de cercetările ulterioare.
„Cu un curaj pe care toți sunt unanimi în a-l recunoaște, în ciuda amenințărilor lansate zilnic contra persoanei sale de membrii Gărzii de fier, el (Armand Călinescu) a ars cu fierul roșu acest cancer ce risca să infecteze țara: arestarea lui Codreanu, judecarea și condamnarea sa au constituit o ușurare pentru toate elementele naționale ale României, convinse, în sfârșit, că acest national-socialism de import era în solda Berlinului și finanțat copios de nazism, așa cum aveau să stabilească ulterior dovezi irefutabile.”
(René Touraine - Cahiers Franco - Roumains)
La fel și presa centrală din Paris, saluta asasinarea Căpitanului, ca și masacrele ulterioare :
„Capitanul a fost ucis "în tihnă" în închisoarea lui. Și nu treisprezece din partizanii săi au căzut odata cu el, ci sute si sute.”
Paris-Soir, Dimanche, 18 februarie 1939.

## Controverse asupra motivației asasinatului
De-a lungul timpului, au fost emise mai multe ipoteze asupra motivației autorităților de a comite acest asasinat fără precedent în istoria României.
Prima ipoteză a fost emisă chiar de către legionari. Imediat după anunțul oficial din 30 noiembrie 1938, la nivelul conducerii legionare, atât cei din primul eșalon, aflați în închisori, cât și la nivelul eșalonului doi, al liderilor locali, aflați în libertate, s-au purtat discuții asupra responsabilității pentru asasinarea liderului suprem. În principal, acuzațiile s-au îndreptat asupra "Comandamentului de prigoană", cel care în perioada de dinaintea asasinatului organizase un număr de atentate vizând destabilizarea regimului. Pentru mulți lideri locali radicali, era evident încă din august 1938, că liderul suprem nu avea cum să mai scape cu viață, considerând că doar prin acțiuni violente pot răsturna dictatura regală. Valul de atentate, deși de mică amploare, în majoritatea cazurilor, fără victime, nu a fost asociat imediat cu mișcarea legionară, și nici nu a pus în mod serios în pericol stabilitatea regimului. De abia ulterior asasinării lui Codreanu s-a dovedit că atentatorii erau legionari, acțiunea lor fiind pusă în legătură cu Horia Sima, necunoscut de autorități, care apare abia în februarie în evidențele Siguranței, fiind dat în consemn la frontieră. Pretextul invocat neoficial de autorități, la care face aluzie și Carol al II-lea în memoriile sale, a fost tentativa de asasinat asupra Rectorului Universității din Cluj, Florian Ștefănescu-Goangă, din data de 28 noiembrie 1938. Deși o parte din atentatori erau legionari, chestiune dovedită abia în februarie 1939, atentatul asupra rectorului a fost folosit drept pretext pentru suprimarea lui  Corneliu Zelea Codreanu. Preventiv, cei doi studenți care au tras efectiv asupra profesorului și  a gărzii de corp a acestuia, au fost împușcați fără judecată în momentul arestării, ei neapărând printre acuzați la proces. Tot la proces s-a dovedit că motivația atentatorilor era strict personală, dat fiindcă profesorul Goangă abuzase sexual de logodnica unuia din ei. 
Preotul Ștefan Palaghiță, printre primii care au scris o istorie a Mișcării Legionare, apărută în 1951 la Buenos Aires, retipărită și în România în 1990, este primul care împarte legionarii de după asasinarea Căpitanului în două categorii, "codreniști" și "simiști", atribuindu-i lui Horia Sima absolut toate  evenimentele negative de după condamnarea lui Corneliu Zelea Codreanu. El îl acuză pe Sima de îndepărtare de la linia impusă de Căpitan,  afirmând că totul s-ar datora colaborării acestuia cu Mihail Moruzov, directorul Serviciului Secret de Informații. În opinia autorului, Horia Sima ar fi fost implicat în tentativa de asasinat comisă de către Mihai Stelescu, de asemenea, că ar fi trădat în 1938 un număr de lideri legionari, asasinați ulterior, că ar fi plănuit și pus în practică asasinarea lui Armand Călinescu, împreună cu Carol al II-lea și cu Moruzov, etc... Acuzațiile preotului Ștefan Palaghiță, au fost ulterior reluate în parte de către dr. Șerban Milcoveanu Aceleași teorii despre Horia Sima,  care ar fi fost "informator al lui Moruzov, plătit cu 200 000 de lei pe lună (70 de salarii medii)" au fost reluate de curând fără a se cita vreo sursă concretă. Eugen Cristescu, cel care a condus Serviciul Secret de Informații după asasinarea lui Moruzov, unul din cei mai mari dușmani ai acestuia, nu pomenește absolut nimic despre aceste amănunte în memoriile sale. Horia Sima apare în evidențele poliției abia în 1937, iar în cele ale Siguranței abia la sfârșitul lui februarie 1939.
În perioada comunistă, singura lucrare de sinteză despre Mișcarea Legionară a fost scrisă de către doi istorici oficiali ai Partidului Comunist Român, Mihai Fătu și Ion Spălățelu. Deși aveau acces la absolut toate arhivele, din motive ideologice, cei doi autori au făcut puține eforturi de a demonta opiniile false despre Mișcarea Legionară. Din contră, au preluat o parte din afirmațiile preotului Ștefan Palaghiță, comițând alte falsuri. Între altele, dânșii afirmă că în cursul întâlnirii din 24 noiembrie 1938, Adolf Hitler "personal" i-ar fi cerut lui Carol al II-lea, să aducă Garda de Fier la putere, iar monarhul, furios, ar fi ordonat "încă din tren" suprimarea Căpitanului. Autorii citeză în sprijinul acestei afirmații o lucrare nepublicată, aflată pe atunci în arhivele Securității, memoriile lui Ioan Mocsony-Stârcea. Lucrarea nu a fost publicată nici până în ziua de azi. Susținută cu îndârjire de istoriografia comunistă, această idee falsă este reluată și de alți istorici, precum Constantin C. Giurescu.
Istoricii actuali sunt de cu totul altă părere în ceea ce privește motivația ordinului de suprimare a lui Corneliu Zelea Codreanu, a Nicadorilor și Decemvirilor. Iată ce afirmă prof. Francisco Veiga :
„ Arestarea precipitată a lui Codreanu, ca și acuzația gravă de complot împotriva securității statului, trebuie legată de acest cadru : redeschiderea procesului a avut loc după un sfârșit de săptămână în care guvernul ceh realizase mobilizarea parțială a trupelor sale. În acele momente era ușor să se facă o comparație între legionari și naziștii sudeți. Codreanu putea fi cu ușurință un Henlein român în viitorul apropiat, sau, cel puțin, așa vedeau lucrurile fruntașii dictaturii carliste. [...] Monarhul s-a întors în țară atât de nervos, încât chiar din Cehoslovacia a hotărât că-l va elimina fizic pe Codreanu.”
Dominația germană asupra economiei românești, în acel moment certă, ar fi implicat ulterior într-o oarecare măsură, și o dominație politică - iar germanii, pragmatici ca de obicei, n-ar fi ezitat să-l folosească pe Codreanu, așa că monarhul a decis să pună capăt în mod cât se poate de brutal acestei istorii.

## Reacții publice la asasinat
Nu s-au semnalat proteste publice în urma comunicatului Parchetului Militar din 30 noiembrie 1938, pe de o parte datorită cenzurii, pe de altă parte datorită faptului că orice activitate politică era interzisă. 
Patriarhul Miron Cristea, prim ministru în funcție, referindu-se la procesul înscenat Căpitanului, avea să afirme în predica pascală din 1938, parafrazând sfatul lui Caiafa, consemnat de Ioan 18,14, adăugând și o calomnie curentă la adresa lui Codreanu:
„ “Un om, în ale cărui vine nu curge nici un strop de sînge românesc, vrea să dea foc țării [?!]. Apoi, mai bine să moară unul pentru popor, decît să piară poporul pentru unul!””
Se afirmă adesea,, fără a se aduce vreo dovadă, că Nicolae Iorga ar fi adresat una sau mai multe scrisori instanței, în care declara că-și retrage plângerea. De asemenea, se insinuează că marele savant ar fi fost oarecum manipulat de către Armand Călinescu, neștiind ce implicații avea să aibă plângerea sa adresată Parchetului. Cu toate acestea, în plângerea sa, Nicolae Iorga menționează clar :
„ "scrisoarea ce mi-a adresat-o pârâtul privește întregul guvern din care facem parte, dovadă strigătul de "voi" [...]...puteți face uzul pe care-l credeți potrivit în cursul procesului de această scrisoare pe care mi-o smulge cea mai legitimă apărare””
La procesul de "înaltă trădare" înscenat Căpitanului, la care au pledat în apărarea lui o serie de personalități ale vieții politice și culturale interbelice, printre care Iuliu Maniu, Ion Antonescu, Alexandru Vaida-Voevod, Nichifor Crainic, Sextil Pușcariu, etc..., Iorga nu s-a aflat printre aceștia, deși avea un cuvânt greu de spus.
Tot Gheorghe Racoveanu își amintește afirmațiile lui Nicolae Iorga, făcute în cadrul unei ședințe a Senatului, în care acesta comenta asasinarea Căpitanului :
„  “Ei, Domnilor! V-ați speriat? V-ați speriat de niște copiii? Eu, Domnilor, l-am întrebat odată pe Colonelul Boyle : Cum ai putut Dumneata, Domnule, să salvezi singur colonia românească din Odesa, în vremea revoluției bolșevice? Și Colonelul Boyle mi-a răspuns: Domnule Profesor, eu sînt canadian și vînător, iar la noi, în Canada, vînatul cel mai al dracului e cîinele sălbatic. Te atacă în haită. Poți să dobori Dumneata unul, doi, patru; cei ce rămîn te sfîșie. Ei, dar de ești vînător cu experiență, vei observa Dumneata că în grămada care atacă este unul care conduce. Pe acela de-l țintești între ochi, toată liota se împrăștie!”. ”
Este vorba despre atașatul militar canadian J.W. Boyle, salvatorul coloniei românești din Odesa, în timpul revoluției bolșevice.

## Ancheta din 1940
Prin Decretul-lege nr. 3321 bis din 23 septembrie 1940, completat prin Decretul 3321 bis din 3 octombrie 1940, a fost înființată Comisia specială de anchetă criminală, cu sarcina de a ancheta și instrumenta toate crimele comise contra legionarilor în perioada regimului de dictatură regală.(24 februarie 1938 - 6 septembrie 1940) Comisia a anchetat efectiv începând cu 4 octombrie 1940, în 38 de ședințe, în care s-au luat 60 de interogatorii și 58 declarații de martori, ancheta derulându-se efectiv până în data de 26 noiembrie 1940, prin decretul 3009 din 8 decembrie 1940, comisia fiind desființată. 
În urma acestor anchete, comisia a emis inițial un număr de 33 de mandate de arestare, vizând responsabilii prezumtivi de asasinatele din 29/30 noiembrie 1938, dar și de următoarele, respectiv: generalul Gabriel Marinescu, fost prefect al Poliției Capitalei, generalul Ion Bengliu, fost inspector general al Jandarmeriei, generalul Gheorghe Argeșanu, fost comandant al Corpului II de Armată, Radu Pascu, fost președinte al Curții de Apel București, colonel V.Zeciu, fost prim-procuror militar, colonel Ștefan Gherovici și colonel Anibal Panaitescu din Jandarmerie, maiorii Iosif Dinulescu, Aristide Macoveanu și Alexandru Popescu din Jandarmerie, Ernest Urdăreanu, fost mareșal al Palatului, dispărut, Vasile Parisianu, fost director în Prefectura Poliției Capitalei, Nicu Ștefănescu, fost director în Siguranța Generală, comisarul Pavel Patriciu din Prefectura Poliției Capitalei, agenții de poliție ; Gheorghiu Petre, Niculae Găman, Constantin I. Popescu, jandarmul Ion Iordache zis Iordănescu, Gh. Comșa și Nicolae Lescenco, jandarmi : plutonier major Nițu Ștefan, plutonierii Nicolae Bularda, Ion N. Casotă, Neacșu Crăciun, V. Moisescu, Gh. Niculescu, Gh. Oancea, Const. Sârbu, Ion Stănciucu, V. Tașcă și Nicolae Zăinescu, sergentul instructor Tudor Petre și soldatul Barabas Ion. 
În scurtă vreme, comisia a stabilit că în multe crime mai erau implicați 55 prefecți de județ, 55 comandanți de jandarmi, cel puțin tot atâția comisari, inspectori și ofițeri de jandarmi, plus 20 de executanți ai crimelor respective, comisia urmând să redacteze mandatele de arestare, emițând o parte din ele, care a condus la alte arestări. O parte din mandate, emise pentru închisoarea Văcărești, au fost remise comisiei de către Prefectul Poliției, colonelul Ștefan Zăvoianu, pentru a fi emise pentru închisoarea Jilava. În data de 26 noiembrie, un comando legionar a executat sumar un număr de 65 deținuți la Jilava, cei 33 menționați anterior, plus încă alții, care fuseseră arestați ulterior.  
Datorită acestui eveniment, lucrările comisiei au fost sistate, comisia nemaifiind în măsură să-i trimită pe arestați în fața justiției. Deși comisia nu a reușit să stabilească ierarhia precisă a responsabilităților, din documentele de arhivă, cuprinzând declarațiile martorilor și participanților la aceste crime fără precedent în istoria României, se poate reconstitui firul acelor evenimente și de asemenea, se pot deduce responsabilii. 
Un caz mai deosebit este cel al lui Mihail Moruzov, fost director al Serviciului Secret de Informații, arestat în seara zilei de 6 septembrie 1940, pe când se întorcea de la o consfătuire cu amiralul Canaris, șeful Abwehr-ului, de la Veneția. Acesta, în calitate de șef direct al lui Nicu (zis Niky) Ștefănescu, adjunctul său, era responsabil pentru anchetele derulate sub tortură ale acestuia, prin care urmărea să "smulgă mărturisiri" legionarilor arestați. De asemenea contribuise direct la elaborarea listei celor 105 căpetenii legionare ce fuseseră asasinate în 22 septembrie 1939, în cadrul operațiunii de represalii ordonate de către Carol al II-lea în urma asasinării lui Armand Călinescu.
Mandatul de arestare a fost emis la cererea generalului Ion Antonescu, care tocmai fusese investit prim ministru cu puteri sporite de către Carol al II-lea, care abdicase în favoarea fiului său. Pe lângă faptul că distrusese documente de arhivă, Moruzov mai era acuzat și de abateri grave de la regulamentul SSI, deoarece întocmise un "dosar compromițător" despre doamna Lița Baranga, mama lui Ion Antonescu, în vârstă de 82 de ani în 1940, și-i "regizase" acestuia un proces de bigamie, proces câștigat de general. Adversar ireductibil al activităților ilegale ale lui Moruzov, instigate de Carol al II-lea, Antonescu strângea de peste un deceniu dovezi asupra conspirațiilor acestuia în cadrul SSI.

## Asasinatul în memorialistică și literatură
„Cine a început cu metodele sîngeroase? Ei. Luptă au vrut, luptă au găsit. Și au fost învinși. Și în război mor oamenii, în ciuda unei echități de ordin individual, de ce n-ar muri și în timp de pace, dacă așa cere binele obștesc?”
„Comunicatul e monstruos și tîmpit, ca mai tot ce face acest guvern. Toată lumea și-a dat seama, pînă la cel mai naiv, că oamenii au fost făcuți scăpați și împușcați.”
(Constantin Argetoianu, Însemnări zilnice)
„ Apoi Ștefan auzi un strigăt sugrumat, sălbatic, de fiară rănită: - L-au împușcat pe Căpitan. Nu se mai auzi atunci nici o răsuflare în toată curtea. Tăcerea aceea împietrită i se păru mai cumplită decât orice strigăt.”
(Mircea Eliade, Noaptea de Sânziene)
„ După moartea lui ne-am simțit fiecare mai singuri, dar peste singurătatea noastră, se ridică singurătatea României. Niciun toc să-l înfig în cerneala nenorocului n-ar putea descrie neșansa ursirii noastre. Totuși, trebuie să fim lași și să ne mângâiem. Cu excepția lui Iisus, niciun mort n-a fost mai prezent între vii.”
(Emil Cioran, Profilul interior al Căpitanului, Conferință rostită la Radio în 27 noiembrie 1940)